# El Padre Juan
El Padre Juan är en ort i Mexiko.   Den ligger i kommunen San Juan de los Lagos och delstaten Jalisco, i den centrala delen av landet, 400 km nordväst om huvudstaden Mexico City. El Padre Juan ligger 1 755 meter över havet och antalet invånare är 109.
Terrängen runt El Padre Juan är huvudsakligen en högslätt. El Padre Juan ligger nere i en dal. Runt El Padre Juan är det ganska tätbefolkat, med 65 invånare per kvadratkilometer. Närmaste större samhälle är San Juan de los Lagos, 12,9 km söder om El Padre Juan. Trakten runt El Padre Juan består till största delen av jordbruksmark.